# Modelo de parâmetros distribuídos

Fig.1 Linha de transmissão. O modelo de parâmetros distribuídos aplicado a uma linha de transmissão.

Este artigo é um exemplo do domínio de sistemas elétricos, que é um caso especial dos sistemas de parâmetros distribuídos mais genéricos.
Em engenharia elétrica, o modelo de parâmetros distribuídos, modelo de elementos distribuídos ou modelo de linha de transmissão de circuitos elétricos pressupõe que os atributos do circuito ( resistência, capacitância e indutância ) estão distribuídos continuamente por todo o material do circuito. Isso contrasta com o modelo de parâmetros concentrados mais comum, que pressupõe que esses valores sejam agrupados em componentes elétricos unidos por fios perfeitamente condutores. No modelo de parâmetros distribuídos, cada elemento do circuito é infinitesimalmente pequeno e os elementos de conexão dos fios não são considerados condutores perfeitos; isto é, eles possuem impedância. Diferentemente do modelo de parâmetros concentrados, este assume corrente não uniforme ao longo de cada ramo e tensão não uniforme ao longo de cada fio. O modelo distribuído é usado onde o comprimento de onda se torna comparável às dimensões físicas do circuito, tornando o modelo concentrado impreciso. Isso ocorre em altas frequências, nas quais o comprimento de onda é muito curto ou em linhas de transmissão de baixa frequência, mas muito longas, como linhas de energia aéreas . 

## Aplicações
O modelo de parâmetros distribuídos é mais preciso, mas mais complexo que o modelo de parâmetros concentrados . O uso de infinitesimais geralmente requer a aplicação de cálculo, enquanto que circuitos analisados pelo modelo de parâmetros concentrados podem ser resolvidos com álgebra linear . Consequentemente, o modelo distribuído é geralmente aplicado apenas quando a precisão exige seu uso. A localização desse ponto depende da precisão exigida em uma aplicação específica, mas, essencialmente, o modelo precisa ser usado em circuitos nos quais os comprimentos de onda dos sinais se tornam comparáveis às dimensões físicas dos componentes. Uma regra prática de engenharia frequentemente citada (que não deve ser tomada muito literalmente, porque há muitas exceções) é que partes maiores que um décimo de comprimento de onda geralmente necessitam ser analisadas como elementos distribuídos. 

### Linhas de transmissão
Linhas de transmissão são um exemplo comum do uso do modelo distribuído. Seu uso é determinado porque o comprimento da linha geralmente será de muitos comprimentos de onda da frequência operacional do circuito. Mesmo para as baixas frequências usadas nas linhas de transmissão de energia, um décimo de comprimento de onda ainda são apenas 500 quilômetros a 60 Hz. As linhas de transmissão são geralmente representadas em termos dos parâmetros primários da linha, como mostra a figura 1. A partir deste modelo, o comportamento do circuito é descrito pelos parâmetros secundários da linha que podem ser calculadas a partir dos primários. 
Os parâmetros primários da linha são normalmente considerados constantes com respeito à posição ao longo da linha, levando a uma análise e um modelo particularmente simples. No entanto, esse nem sempre é o caso; variações nas dimensões físicas ao longo da linha causam variações nos parâmetros primários, isto é, eles agora devem ser descritos como funções da distância. Na maioria das vezes, essa situação representa um desvio indesejado do ideal, como um erro de fabricação, no entanto, existem vários componentes nos quais essas variações longitudinais são introduzidas deliberadamente como parte da função do componente. Um exemplo bem conhecido disso é a antena corneta . 
Quando reflexões estão presentes na linha, comprimentos de linha bastante curtos podem exibir efeitos que simplesmente não são previstos pelo modelo de parâmetros concentrados. Uma linha de quarto de comprimento de onda, por exemplo, transformará a impedância de terminação em sua dual . Esta pode ser uma impedância totalmente diferente. 

### Transistores de alta frequência

Figura 2. A região base de um transistor de junção bipolar pode ser modelada como uma linha de transmissão simplificada.

Outro exemplo do uso de parâmetros distribuídos está na modelagem da região base de um transistor de junção bipolar em altas frequências. A análise dos portadores de carga que cruzam a região base não é precisa quando a região base é simplesmente tratada como um elemento concentrado. Um modelo mais bem-sucedido é um modelo de linha de transmissão simplificado que inclui a resistência linear distribuída do material base e a capacitância distribuída com relação ao substrato. Este modelo é representado na figura 2. 

### Medições de resistividade

Fig. 3. Arranjo simplificado para medir a resistividade de um material em estado bruto com sondas de superfície.

Em muitas situações, deseja-se medir a resistividade de um material em estado bruto aplicando uma matriz de eletrodos na superfície. Entre os campos que usam essa técnica estão a geofísica (porque evita ter de cavar no substrato) e a indústria de semicondutores (pelo mesmo motivo que não é intrusivo) para testar pastilhas de silício em estado bruto.  O arranjo básico é mostrado na figura 3, embora normalmente mais eletrodos seriam usados. Para formar uma relação entre a tensão e a corrente medidas, por um lado, e a resistividade do material, por outro, é necessário aplicar o modelo de parâmetros distribuídos considerando o material como sendo uma matriz de elementos resistores infinitesimais. Diferentemente do exemplo da linha de transmissão, a necessidade de aplicar o modelo de parâmetros distribuídos decorre da geometria do arranjo e não de qualquer consideração de propagação de ondas. 
O modelo usado aqui necessita ser verdadeiramente tridimensional (os modelos de linha de transmissão são geralmente descritos por elementos de uma linha unidimensional). Também é possível que as resistências dos elementos sejam funções das coordenadas. De fato, em aplicações geofísicas, pode ocorrer que regiões de resistividade alterada sejam exatamente as coisas que se deseja detectar. 

### Espiras de um indutor

Fig. 4. Um possível modelo de parâmetros distribuídos de um indutor. Um modelo mais preciso também exigirá elementos de resistência em série com os elementos de indutância.

Outro exemplo em que um modelo unidimensional simples não será suficiente são as espiras de um indutor. Bobinas de fio possuem capacitância entre espiras adjacentes (e também entre espiras mais distantes, mas o efeito diminui progressivamente). Para um solenóide de uma única camada, a capacitância distribuída, na sua maioria situa-se entre espiras adjacentes, como mostrado na figura 4, entre as espiras T1 e T2, mas, para enrolamentos de múltiplas camadas e modelos mais precisos, a capacitância distribuída entre outras espiras também deve ser considerada. É difícil lidar com esse modelo em cálculos simples e, na maioria das vezes, ele é evitado. A abordagem mais comum é empacotar toda a capacitância distribuída em um elemento concentrado em paralelo com a indutância e a resistência da bobina. Esse modelo concentrado funciona com sucesso em baixas frequências, mas perde validade em altas frequências, onde a prática usual é simplesmente medir (ou especificar) um Q geral para o indutor sem associar um circuito equivalente específico. 

## 2
1. ↑  Kaiser, p. 3·2.
2. ↑  Lark-Horovitz & Johnson, p. 54.
3. ↑  Sharma, pp. 210–212.
4. ↑  Sharma, p. 211.
5. ↑  Northrop, pp. 141–142.